# Åke Pihlgren
Karl Åke Mattias Pihlgren, född 17 juli 1906 i Stockholm, död 18 maj 1975, var en svensk företagsledare.
Pihlgren blev juris kandidat vid Stockholms högskola 1930, var extra notarie vid Stockholms stads auktionsverk 1926–30, genomförde tingstjänstgöring 1930–33, var biträdande jurist vid Arthur Rydins juridiska byrå i Gävle 1933–37, delägare i firman 1938–47, blev vice verkställande direktör i Försäkringsbolagens förhandlingsorganisation 1948 (ordförande 1951–56), Försäkrings AB Hansa 1949, verkställande direktör där 1950–56, verkställande direktör och styrelseledamot i Billeruds AB 1956–66 och styrelseordförande från 1966. 
Pihlgren var bland annat styrelseledamot i Sveriges industriförbund, Sveriges allmänna exportförening och Sveriges pappersindustriförbund (ordförande 1962–67). Han var ledamot av Sveriges Advokatsamfund 1936–47 och författade Lärobok i handelsrätt (tillsammans med Carl Sandblom 1943) samt artiklar i fackpress.